# Eublemma pectorora
Eublemma pectorora är en fjärilsart som beskrevs av Lucas 1894. Eublemma pectorora ingår i släktet Eublemma och familjen nattflyn. Inga underarter finns listade i Catalogue of Life.